# Capénates

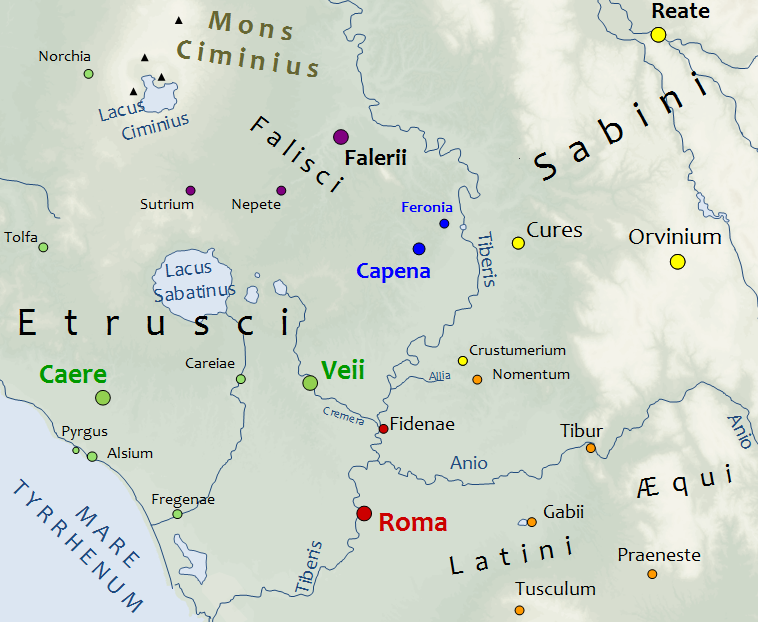
Capène et le sanctuaire de Lucus Feroniae aux alentours de l'an 400 av. J.-C., au croisement des terres étrusques, falisques, sabines et latines.

Les Capenati (« Capénates  » en français)   étaient un peuple d'Italie centrale dont la capitale était Capena, petite ville dans la basse vallée du Tibre, sur la rive droite du fleuve, à environ 31 km au Nord du Capitole (Rome), non loin de la cité étrusque de Veis, et de   Falerii capitale des Falisci. 
Le site de la ville antique de Capena est aujourd'hui repéré sur la colline de Civitucola, et son  territoire (Capenas Ager) s'étirait le long de la rive droite du Tibre, bordé au Nord par celui des Falisci de Falerii, à l'Est par le Tibre et les Sabins, et au Sud-Ouest par le territoire étrusque de Veis. 
C'était un peuple peut-être lié linguistiquement au latin, mais membre de la Dodécapole étrusque comme les Falisques, et donc allié de Véies à la fin du IVe siècle av. J.-C. dans sa lutte contre Rome. 
La fondation de la ville de Capena est parfois attribuée à Veis, tandis que d'autres lient les origines de la ville à un roi (historiquement inconnu)  étrusque nommé Propertius.

« Hos [lucos Capenos] dicit Cato Veientum iuuenes condidisse auxilio regis Propertii, qui eos Capenam, cum adoleuissent, miserat. »

— Maurus Servius Honoratus, Commentaire de Servius sur l'Enéide, VII, 697 citant Caton l'Ancien, Origines.
La cité de Capène tombe sous domination romaine au début du IIIe siècle av. J.-C., à la suite de la chute de Véies en 396 av. J.-C.. À ce qui semble, d'après les écrits romains,  elle est totalement détruite. Le territoire des Capénates est peut-être intégré à la tribu romaine Stellatina créée en 387/386 av. J.-C..
Selon l'archéologie de son arrière-pays rural, les objets funéraires des cimetières environnants, ainsi que sur la base de sources littéraires, Capena  fut une ville prospère (grâce à sa proximité avec le Tibre, avec le sanctuaire Lucus Feroniae, et le Mont Soracte) à partir de sa fondation à l'Âge du Fer jusqu'à la fin de l'Empire romain d'Occident. Les destructions engendrés par la  guerre semblent avoir été vite effacées.
Des fouilles archéologiques ont mis en évidence d'importantes structures enterrées, telles que des routes, des bâtiments et des rangées d'habitations, sur le plateau de l'ancienne ville pour une superficie d'environ 9 hectares.

## Les Capénates dans l’histoire romaine

### Intervention dans la guerre entre Rome et Véies (402 - 396)
Cette cité apparaît pour la première fois dans le récit de Tite-Live lors de la troisième guerre opposant Rome à Véies, entre 406 et 396 av. J.-C.
Le siège de Véies par les Romains commence en l’an 405 et les autres cités étrusques décident de s'abstenir de toute intervention. Jusqu'en 403, le siège est soutenu tandis que les Romains combattent par ailleurs les Volsques. En 403, la cité étrusque, face aux conflits politiques qui la secoue et à la guerre contre Rome, décide de se désigner un roi. La personnalité de ce roi amène les autres cités étrusques à continuer refuser tout soutien. 
C'est alors qu'en 402, les Capénates et les Falisci, qui étaient membres de la Dodécapole étrusque bien que n'étant pas de ce peuple,  se sentent menacés par l'expansion romaine, attaquent l'armée romaine de siège, encourageant par ailleurs les Véiens à faire une sortie et prendre à revers les soldats romains. Des dissensions entre les commandants romains mènent à de lourdes pertes humaines dans leurs troupes, et une partie des lignes de fortifications est perdue.

« Ce sont deux nations [les Falisques et les Capénates] de l’Étrurie qui, étant plus à proximité des Véiens, se voient, après la destruction de ce peuple, le plus en butte aux armes romaines. »

— Tite-Live, Histoire romaine, V, 8, 5 - trad. Charles Nisard - 1864.
En 399, de nouveaux combats tournent à l'avantage des Romains et les alliés de Véies sont repoussés. L'année suivante, Faléries, capitale des Falisques, et Capène sont pillés par Lucius Valerius Potitus et Marcus Furius Camillus.

« Deux habiles généraux, Potitus et Camille, rapportèrent, l’un de Faléries, l’autre de Capènes, un immense butin ; ils n’avaient rien laissé debout, que le fer ou le feu eût pu détruire. »

— Tite-Live, Histoire romaine, V, 14, 7 - trad. Charles Nisard - 1864.
En 396, une armée romaine tombe dans une embuscade tendu par les Capénates et les Falisques, sans grande perte. À Rome, les rumeurs annoncent le massacre de l'armée entière, la perte des fortifications près de Véies et l'avancée d'une armée sur Rome. L'eau du lac albain répandue dans la campagne, Marcus Furius Camillus est nommé dictateur. Il met en déroute les Capénates et les Falisques, reprend en main la direction du siège de Véies et fait ordonner de creuser un tunnel sous la ville. Attaquant la ville de toute part, les Romains empruntent le tunnel, débouchent à l'intérieur du temple de Junon dans la citadelle, et leurs forces prennent l'ascendant sur celles de Véies.

### Soumission de Capène (395)
Après la chute de Véies, Rome délègue la guerre contre Capène aux tribuns consulaires Marcus Valerius Lactucinus Maximus et Quintus Servilius Priscus Fidenas, qui ravagent les terres de cette cité. Capène demande alors la paix.

« [Les tribuns consulaires Valerius et Servilius] n’essaient contre les villes ni assauts, ni sièges ; ils se contentent de ravager la campagne et d’enlever toutes les richesses, ne laissant pas sur pied un arbre à fruit, pas une récolte dans la plaine. Ces ravages domptent le peuple de Capène ; il demande la paix, qui lui est accordée. »

— Tite-Live, Histoire romaine, V, 24, 2-3 - trad. Charles Nisard - 1864.
Rome établit sa mainmise sur le territoire de Capène, qui n'apparaît plus dans les récits antiques romains.

## La Porte Capène à Rome
Dans la première muraille entourant la ville de Rome, le Murus Servii Tullii, au pied de la colline du Cælius au Sud de la ville se trouvait une porte nommée Porta Capena, datant du IIIe siècle av.J.-C.. De là partait  la Via Appia. Le nom de cette porte était une référence à Capua (aujourd'hui Santa Maria Capua Vetere), première ville importante sur la route. 
Mais il est possible aussi qu'elle se rattache à un autre lieu, tel la ville de Capena, à l'opposé géographique de la muraille, aucune source antique ne nous indiquant le pourquoi du nom de cette porte, nous ne pouvons émettre que des suppositions.  
Cette porte donna son nom à la région à laquelle elle appartenait lorsque Auguste découpa administrativement Rome en quatorze régions, en 7 av. J.-C. : I - Porte Capène.